# Chiara Luzzana
Chiara Luzzana (Lecco, 22 maggio 1984) è un'artista e compositrice italiana, attiva sia in campo pubblicitario che artistico, ed è considerata una delle sound designer più innovative e visionarie.
Nel 2014 ha ideato e fondato il progetto "THE SOUND OF CITY", di cui è regista e compositrice, in cui registra i suoni delle città per trasformarli in colonne sonore e installazioni multimediali.

## Biografia
Inizia da giovanissima gli studi musicali dedicandosi prima alla chitarra, poi al clarinetto (con il quale suona per tre anni nella Banda Alessandro Manzoni di Lecco) e infine il pianoforte.
Non riconoscendosi nei canoni classici, Luzzana decide di abbandonarli iniziando a fare musica usando solo il rumore puro.
Nel 2005 diventa sound engineer e in seguito studia al Berklee College of Music di Boston, approfondendo gli studi sulla neurobiologia della cognizione musicale e la produzione di colonne sonore per film e pubblicità.
Facendo base tra Milano e Shanghai, dal 2010 divide la sua attività in due ambiti: da una parte quello della compositrice di colonne sonore per i brand e la pubblicità, dall'altra quella dell'artista sonora devota alla musica elettronica e sperimentale, utilizzando il rumore come strumento delle sue composizioni.
Ha firmato le colonne sonore di molti brand, tra cui: Swatch, Lavazza, Alessi, Nivea, Costa Crociere, Martini; per ognuno ha creato la colonna sonora a partire dal rumore originale dell'azienda, senza strumenti musicali, trasformando attraverso la manipolazione del suono ogni campionamento in melodia.
Nel 2012 vince il premio SoundtrART della Fondazione Sandretto Re Rebaudengo con l'opera "Fragmento".
Firma la colonna sonora per il documentario Shapes realizzato insieme alla Fondazione Adriano Olivetti, dove usa i suoni e i riverberi delle macchine Olivetti, che viene presentato in anteprima a Venezia alla Biennale di Architettura 2012.
Tra il 2014 e il 2015 è artista in residenza allo Swatch Art Peace Hotel di Shangai.
Nel 2015 crea per Swatch il progetto 60 BPM - The Sound Of Swatch, un componimento realizzato solo con il suono di oltre 2400 orologi e la loro componentistica. Il progetto diventa anche un video documentario e una installazione multimediale presentati alla Biennale di Venezia 2015 in occasione della mostra "Swatch Faces 2015".
Nel 2016 il progetto è finalista al Music+Sound Awards come "Best Sound Design" nella categoria Online, Viral + Ambient Advertising; nel 2017 vince il MUSE Creative Awards nella categoria Audio come miglior colonna sonora.
Nel 2017 compone per Alessi The Extra Ordinary Metal Orchestra, trasformando 16 oggetti di design realizzati in ottone (vassoi, cestini, contenitori e fruttiere) in un'orchestra sonora. Per questo progetto, Luzzana si ispira alla decorazione degli oggetti realizzati da Alessi, decorati tramite una sequenza geometrica generata dalla successione di Fibonacci; anche la colonna sonora è la composizione e trasformazione del suono seguendo la sequenza di Fibonacci. Nel 2019, l'opera vince il MUSE Creative Awards nella categoria Content Marketing.
Nel 2019 realizza la colonna sonora ufficiale di Lavazza, La perfetta sinfonia del caffè, seguendo attraverso il suono tutti i processi produttivi del caffè, dal Brasile dove registra i primi chicchi nelle piantagioni di caffè fino ad arrivare a Torino negli stabilimenti e laboratori di Lavazza. Il progetto sonoro viene presentato alla Festa del Cinema di Roma a ottobre di quell'anno.
A Venezia Luzzana presenta insieme a David Lachapelle il calendario Lavazza 2020 Earth CelebrAction, per il quale ha creato la colonna sonora che accompagna gli scatti del fotografo.
A Milano in occasione del Salone del Mobile 2019 e della Design Week, collaborando con lo studio Balich Worldwide Shows, firma l'audio-installazione outdoor dedicata ai 500 anni dalla morte di Leonardo Da Vinci intitolata Aqua: la Visione di Leonardo presso la Conca dell’Incoronata.
Al Fuorisalone la sua colonna sonora "Denim Soundscape" accompagna il progetto "Isko Denim Sound Textures", che viene selezionato per l'esposizione al festival Design Link di Osaka.
Per la XXII Triennale di Milano, dona l'opera "Haiti Sounds" alla Fondazione Francesca Rava, realizzata con i suoni dell’ospedale pediatrico di Haiti.
Nel 2020 partecipa alla rassegna "Nice to meet you" promossa da SEA Aeroporti di Milano e curata da MEET Digital Culture Center Milano con "The Sound of Milano", un'installazione interattiva che permette al visitatore di remixare i suoni della città e che è destinata a rimanere nell'aeroporto.

## The sound of city
Nel 2014 Luzzana idea il progetto "THE SOUND OF CITY", in cui registra i suoni delle principali città del mondo con l’obiettivo di trasformarli in colonne sonore, usando le città come strumenti musicali e munita di microfoni che costruisce da sola.
Nel novembre 2016 presenta l’anteprima del progetto all’interno dello Swatch Art Peace Hotel, in occasione della Biennale di Shanghai di quell'anno.
Oltre alla parte sonora, Luzzana gira i video delle registrazioni dei suoni delle città per creare un documentario che verrà rilasciato sulle maggiori piattaforme di streaming.
"THE SOUND OF CITY" è un marchio registrato.

## Stile artistico
Luzzana crea musica utilizzando solo suoni o rumori, infatti dopo gli iniziali studi classici ha abbandonato gli strumenti musicali per stravolgere i canoni musicali classici e dedicarsi alla sperimentazione. Il suo approccio compositivo è un vero e proprio metodo da lei inventato, che la rende un’artista sonora unica nel suo genere.
Tra i suoi ispiratori ci sono Luciano Berio e John Cage, Stockhausen e tutta l'avanguardia sperimentale di Colonia, Luigi Russolo e Pierre Schaeffer.

## Mostre
- 2012, Venezia, Biennale di Architettura 2012, "Shapes"[17]
- 2015, Venezia, Biennale di Venezia 2015, "60 BPM - The Sound Of Swatch"[20][21]
- 2019:
  - Milano, Fuori Salone, "Aqua: la Visione di Leonardo"[31]
  - Osaka, Design Link, "Denim Soundscape"[32][33]
  - Milano, Triennale di Milano, "Haiti Sounds"[34]
- 2020, Aeroporto di Milano-Malpensa, Nice to meet you, "The Sound of Milano"[37]
- 2021, Milano, MEET, "MEET The Symphony"[45]

## Opere
- Tutto è suono, ROI edizioni, 2022, ISBN 9788836201181

## Premi
- 2012, premio SoundtrART della Fondazione Sandretto Re Rebaudengo per l’opera "Fragmento".[16][46]
- 2017, vince il MUSE Creative Awards (International Advertising Awards) nella categoria Audio, per l'opera "60 BPM - The Sound Of Swatch"[23]
- 2019, vince il MUSE Creative Awards (International Advertising Awards) nella categoria Content Marketing, per l'opera "The Extraordinary Metal Collection"[27]